# Little Wenham
Little Wenham – wieś w Anglii, w hrabstwie Suffolk, w dystrykcie Babergh. Leży 10 km na południowy zachód od miasta Ipswich i 98 km na północny wschód od Londynu.